# Tadeusz Pompowski
Tadeusz Pompowski (ur. 29 sierpnia 1910 we Lwowie, zm. 19 marca 1985 w Sopocie) – polski inżynier, wykładowca, prorektor do spraw młodzieży, dziekan Wydziału Chemicznego Politechniki Gdańskiej, specjalista z dziedziny chemii analitycznej, technologii związków nieorganicznych i ekologii.

## Działalność naukowa i zawodowa
Absolwent XI Państwowego gimnazjum typu matematyczno-przyrodniczego we Lwowie w 1930. Studia wyższe ukończył na Wydziale Chemicznym Politechniki Lwowskiej w 1937 – inżynier chemik. Należał do Polskiej Korporacji Akademickiej GASCONIA, w 1936-1937 pełnił funkcje prezesa i wiceprezesa. W 1933-1937 pracował na Politechnice Lwowskiej, będąc starszym asystentem w Mechanicznej Stacji Doświadczalnej (MSD) – laboratorium chemicznym (MSD), a w 1937-1939 w oddziale MSD w Sosnowcu w kontroli produkcji i odbiorze wyrobów dla wojska i przemysłu naftowego. Od stycznia 1940-czerwca 1941 został zatrudniony na Politechnice Lwowskiej w Katedrze Technologii Nieorganicznej, od marca 1940 do czerwca 1944 kierownik laboratorium chemicznym firmy „Galikol” (Zjednoczone Fabryki Chemiczno-Spożywcze) we Lwowie, prowadząc badania naukowe nad: wodą, glebą i minerałami. 1 lipca 1944 wyjechał ze Lwowa do Jasła. Od marca-czerwca 1945 został kierownikiem i organizatorem fabryki sukna w Nowym Targu.
Od lipca 1945 mieszkał w Sopocie. Pracował od lipca 1945-lutego 1946 w Delegaturze Państwowego Monopolu Spirytusowego w Sopocie. 15 listopada 1945 został zatrudniony na Politechnice Gdańskiej. W 1945-1980 pracował na Politechnice Gdańskiej. Na emeryturę przeszedł  w 1980. W 1952-1954 był prodziekanem, w 1954-1957 i 1961-1965 dziekanem Wydziału Chemicznego PG, a w 1957-1959 prorektorem do spraw młodzieży.
W 1948 na Wydziale Chemicznym Politechniki Gdańskiej uzyskał doktorat. W 1951 mianowany zastępcą profesora, w 1954 docentem, od 1962 profesorem nadzwyczajnym, od 1973 profesorem zwyczajnym. W 1948-1970 pełnił funkcję kierownika: Katedry i Zakładu Analizy Technicznej i Towaroznawstwa, Chemii Fizycznej, Technologii Nieorganicznej, a w 1972-1975 Zakładu Technologii Związków Nieorganicznych, w 1979-1980 kierownika Zakładu Chemii i Technologii Nieorganicznej i Materiałów Budowlanych. W 1946-1955 pracował w Wyższej Szkole Pedagogicznej, a w 1947-1951 w Liceum Budownictwa Okrętowego, w Wieczorowej Szkole Inżynierskiej od 1949-1957, na Wydziale Farmaceutycznym Akademii Medycznej (obecnie GUMED) od 1958-1962 w Gdańsku.
Członek wielu organizacji naukowych i zawodowych w kraju m.in.: Polskiego Towarzystwa Chemicznego (przewodniczący i wiceprzewodniczący oddziału gdańskiego), Gdańskiego Towarzystwa Naukowego, Towarzystwa Naukowego Organizacji i Kierownictwa (wieloletni wiceprzewodniczący, przewodniczący od 1957-1960), Stowarzyszenia Inżynierów i Techników Przemysłu Chemicznego – przewodniczący oddziału gdańskiego, Naczelnej Organizacji Technicznej.
Członek Polskiego Związku Filatelistycznego (PZF) od 1954, od 1961-1969 prezes Zarządu Oddziału Gdańskiego, od 1969 honorowy prezes Zarządu Okręgu PZF w Gdańsku, w 1981 otrzymał tytuł Członka Honorowego PZF.
Był autorem, współautorem 120 publikacji, 10 skryptów na temat analizy chemicznej, związków nieorganicznych, technologii nieorganicznej, twórcą, w tym autorem 7 skryptów, współtwórcą 8 patentów. Promotor 31 doktorów. Należał do ekspertów z zakresu: zwalczania korozji, ochrony wodnej środowiska, przewożonych surowców na statkach Polskiej Marynarki Handlowej i okrętów Polskiej Marynarki Wojennej, był autorem ekspertyz dla wielu fabryk i instytucji Gdańska, Gdyni, Gliwic i województwa gdańskiego. Rzeczoznawca biegły do orzeczeń z dziedziny technologii chemicznej, bezpieczeństwa i higieny pracy, materiałoznawstwa chemicznego dla sądów, izb morskich, firm maklerskich. Pochowany na cmentarzu katolickim w Sopocie (kwatera B4-14-8).

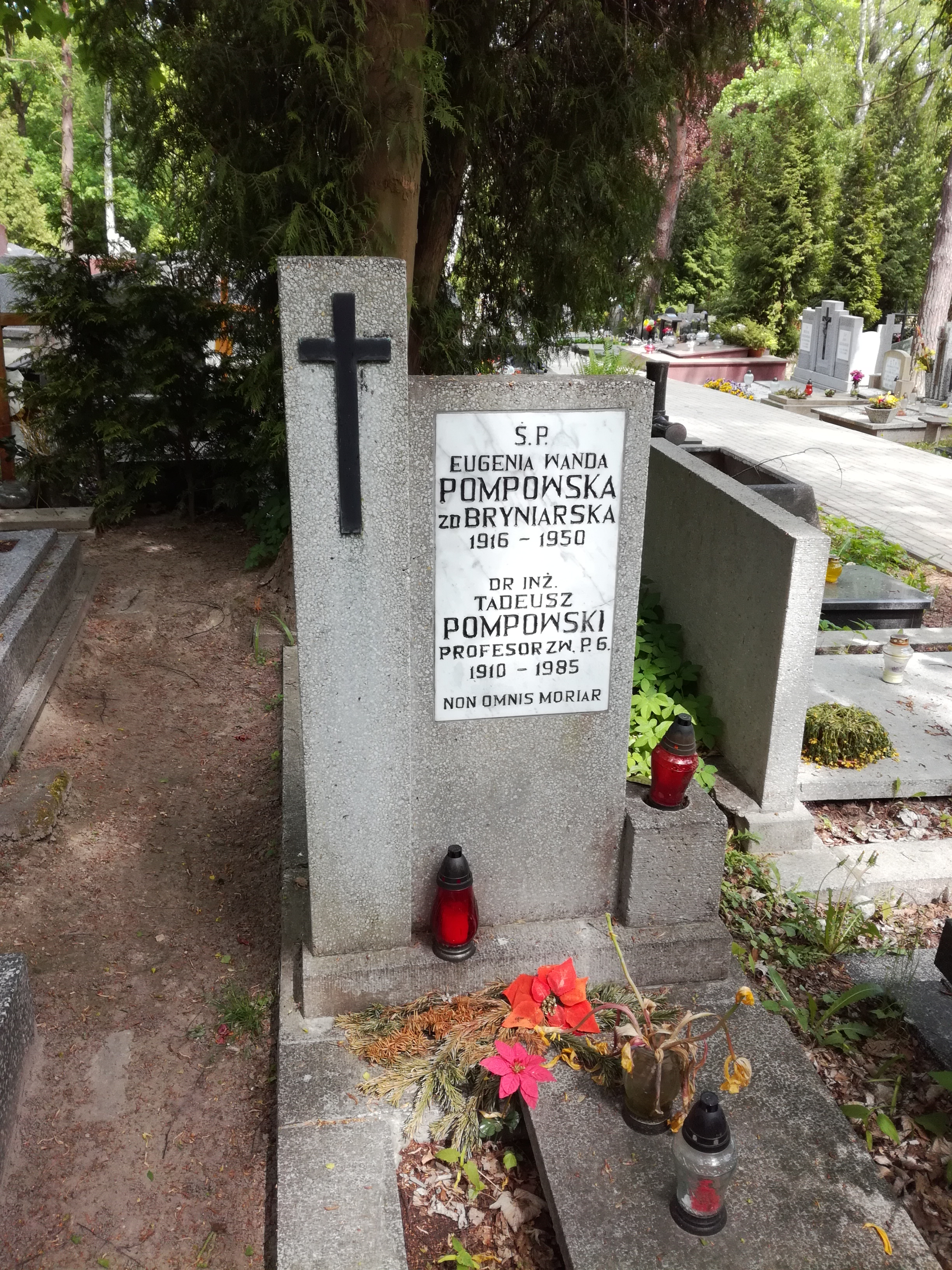
Grób prof. Tadeusza Pompowskiego na cmentarzu katolickim w Sopocie

W 2007 została powołana Nagroda im. Tadeusza Pompowskiego za wybitne osiągnięcia technologiczne przyznawana przez Wydział Chemiczny Politechniki Gdańskiej.

## Ordery i odznaczenia
- Krzyż Kawalerski Orderu Odrodzenia Polski (1958)
- Krzyż Oficerski Orderu Odrodzenia Polski (1971)
- Medal 10-lecia Polski Ludowej (1955)
- Złota odznaka honorowa Polskiego Związku Fllatelistow (1963)
- Złota odznaka „Za Zasługi dla Polskiej Filatelistyki” (1981)
- Odznaka „Zasłużony Nauczyciel PRL” (1977)
- Odznaka „Za zasługi dla Ziemi Gdańskiej” (1967)
- Złota Odznaka Naczelnej Organizacji Technicznej (1965)
- Odznaka „Za Zasługi dla Gdańska” (1965)
- Złota Odznaka honorowa Towarzystwa Naukowego Organizacji i Kierownictwa (1968)